# Liste der Kulturdenkmäler in Koblenz-Lützel
In der Liste der Kulturdenkmäler in Koblenz-Lützel sind alle Kulturdenkmäler im Stadtteil Koblenz-Lützel der rheinland-pfälzischen Stadt Koblenz aufgeführt. Grundlage ist die Denkmalliste des Landes Rheinland-Pfalz (Stand: 28. Juni 2023).
Die Kulturdenkmäler sind Teil des seit 2002 bestehenden UNESCO-Welterbes Oberes Mittelrheintal.

## Denkmalzonen
| Bezeichnung                                                        | Lage                                                        | Baujahr | Beschreibung | Bild                           |
| ------------------------------------------------------------------ | ----------------------------------------------------------- | ------- | --- | ------------------------------ |
| Denkmalzone Feste Kaiser Franz                                     | Mayener Straße, Bodelschwinghstraße Lage                    | 1816–22 | Rest der nach dem österreichischen Kaiser benannten Feste, Teil der preußischen Festung Koblenz, 1816–22 nach Hauptentwurf des Ingenieuroffiziers Claudius Franz Le Bauld de Nans, 1890 aufgegeben, 1920 entfestigt, Sprengung des Hauptreduits 1959; erhalten: gesamte Toranlage, vom Hauptreduit der südliche Kopfbau und Teile des nördlichen Kopfbaus mit Kommunikation zur Bubenheimer Flesche, Reste des Mantels und Ringpoterne, gesamtes Kehlreduit | weitere Bilder Fotos hochladen |
| Denkmalzone Elisenstraße 1–9 (ungerade Nummern), Antoniusstraße 16 | Elisenstraße 1–9 (ungerade Nummern), Antoniusstraße 20 Lage | 1870–75 | dreigeschossige Fachwerkbauten, Rayonbebauung wohl um 1870/75, älteres Beispiel der Leichtbauweise im Festungsbereich | weitere Bilder Fotos hochladen |

## Einzeldenkmäler
| Bezeichnung                  | Lage                                                                   | Baujahr                              | Beschreibung | Bild                           |
| ---------------------------- | ---------------------------------------------------------------------- | ------------------------------------ | --- | ------------------------------ |
| Muschelbrunnen               | Andernacher Straße Lage                                                | um 1900                              | Brunnen, neubarock, wohl um 1900; von 1953 bis 2008 in den Rheinanlagen am Konrad-Adenauer-Ufer aufgestellt, 2023 wieder im ehemaligen Lützeler Volkspark (heute Friedhof Lützel) aufgestellt | Fotos hochladen                |
| Franzosenfriedhof            | Am Franzosenfriedhof Lage                                              | 1870–71                              | Friedhof der 1870/71 im Gefangenenlager auf dem Petersberg gestorbenen französischen Kriegsgefangenen; Umfassungsmauer; Denkmal für den französischen Revolutionsgeneral Francois Sévérin Marceau, Pyramide mit Löwenrelief, 1796, Entwurf von Peter Joseph Krahe; wegen des preußischen Festungsbaus 1820 vom Petersberg hierher versetzt | weitere Bilder Fotos hochladen |
| Neuendorfer Flesche          | Andernacher Straße, bei Nr. 100 Lage                                   | 1821–25                              | auf dem Gelände der Rheinkaserne; unterirdisch erhaltener Teil der 1821/25 errichteten und 1890 geschleiften Befestigung | weitere Bilder Fotos hochladen |
| Wohnhaus                     | Blumenstraße 1 Lage                                                    | 1903                                 | historistisches Eckwohnhaus; viergeschossiger Putzbau, Neurenaissance, 1903 | Fotos hochladen                |
| Wohnhaus                     | Blumenstraße 8 Lage                                                    | 1896                                 | dreigeschossiges Zeilenwohnhaus, teilweise Backstein, mit aufwändigen neugotischen Einzelformen, bezeichnet 1896, Architekt wohl Peter Friedhofen | Fotos hochladen                |
| Wohnhaus                     | Mariahilfstraße 16 Lage                                                | drittes Viertel des 19. Jahrhunderts | spätklassizistischer Putzbau mit hölzernen Gliederungselementen, wohl aus dem dritten Viertel des 19. Jahrhunderts | Fotos hochladen                |
| Wohn- und Geschäftshaus      | Mayener Straße 2/4, Am Güterbahnhof 1 Lage                             | Ende des 19. Jahrhunderts            | kurze Zeile viergeschossiger, ähnlich gestalteter Wohn- und Geschäftshäuser, Backstein, Ende des 19. Jahrhunderts | weitere Bilder Fotos hochladen |
| Wallfahrtskapelle Maria-Hilf | Mayener-Straße 82 Lage                                                 | 1905–07                              | Saalbau, neuspätgotische Stilformen, 1905–07, Architekt Heinrich Beyerle, Koblenz | weitere Bilder Fotos hochladen |
| Moselflesche                 | Mayener Straße, bei Nr. 85, und Weinbergstraße Lage                    | 1816–22                              | Reste der Moselflesche, noch erhalten die südliche Face mit Eskarpe mit Rondengang und Quermauern und im stumpfen Winkel dazu die anschließende Futtermauer | weitere Bilder Fotos hochladen |
| Grabplatte                   | Wehrtechnische Studiensammlung, Mayener Straße 85 Eingangsbereich Lage | erste Hälfte des 16. Jahrhunderts    | Fragment einer Grabplatte mit Flachrelief, Basaltlava, wohl aus der ersten Hälfte des 16. Jahrhunderts | Fotos hochladen                |
| Maifelder Hof                | Neuendorfer Straße 1/3 Lage                                            | 1906                                 | viergeschossiger neubarocker Putzbau, 1906; ortsbildprägend | Fotos hochladen                |
| Villa                        | Neuendorfer Straße 6 Lage                                              | 1901                                 | Halbvilla; dreigeschossiger Putzbau mit malerisch geschachtelten Volumina, Neurenaissance, 1901, Architekt Jacob Friedhofen, Koblenz | Fotos hochladen                |
| Wohnhaus                     | Neuendorfer Straße 15 Lage                                             | 1889                                 | viergeschossiger Putzbau, anspruchsvolle Neurenaissanceformen, bezeichnet 1889 | Fotos hochladen                |
| Falckenstein-Kaserne         | Von-Kuhl-Straße 50 Lage                                                | 1937/38                              | 1937/38 erbauter weitläufiger Kasernenkomplex (bauliche Gesamtanlage) mit - Nr. 1–4: Unterkunftsgebäude, dreigeschossige Putzbauten mit Walmdächern; - Nr. 8: Betreuungsgebäude, zweigeschossiger Bau mit Mittelrisalit und Dreiecksgiebel mit Reichsadler; - Nr. 20: eingeschossiges Handwerkergebäude; - Nr. 21–25, 31–33: Hallen; Erweiterungen 1951/52 durch die französische Armee unter Beibehaltung der Formensprache der 1930er Jahre: - Nr. 5–7: Stabsgebäude - Nr. 9, 10: Wirtschaftsgebäude; - Nr. 12–16: Unterkunfts- und Stabsgebäude - Nr. 17, 19, 24a, 28, 31, 31a, 39, 41, 43-44a, 45, 47, 49, 51, 61-63: einfache Lager- und Hallenbauten und Funktionsgebäude der 1950er und 1960er Jahre; - Nr. 30: Sportplatz mit Tribüne vor Nr. 9 Bronzeskulptur des Generals August von Goeben, bezeichnet 1884 | weitere Bilder Fotos hochladen |